# Uttanasana

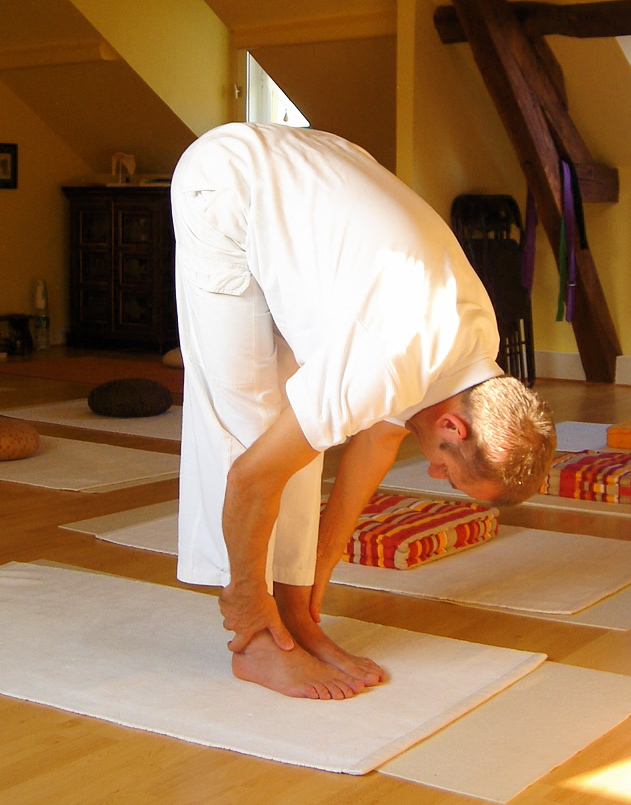
Uttanasana con le mani alle caviglie

Uttanasana ovvero posizione della pinza in piedi, è una posizione di Hatha Yoga. Deriva dal sanscrito "ut" che significa "intenso", "tan" che significa "allungare" e "āsana" che significa "posizione".
È anche indicata con il termine Padahastasana ovvero "posizione delle mani ai piedi". Tale denominazione deriva dal sanscrito, dove "pada" significa "piedi", "hasta" significa "mani" e "āsana" significa "posizione".

## Scopo della posizione
La posizione ha lo scopo di allungare la schiena, traendola in senso conforme dell'usuale incurvatura. Crea benefici alla colonna vertebrale, distendendola.

## Posizione
Partendo dalla posizione in piedi, con la schiena dritta ed i piedi distanti come l'apertura delle anche e le braccia allungate oltre la testa, espirando si piega il bacino muovendo il corpo come fosse formato da due tronconi, allungando le mani fino a raggiungere le caviglie, il dorso dei piedi o sotto la pianta dei piedi, appoggiando il tronco parallelo alle gambe.
È possibile realizzare questa posizione in versione "seduta", con la versione Pashimottanasana.

## Dimensione dell'anima
„Questo è l’azione dinamica dello scorrere animico-sensibile degli arti verso l’esterno, con il sentimento di un libero uscire-da-se-stesso, mentre si mantiene il sostegno e ci si contrae nella parte più bassa della colonna vertebrale. È un’esperienza molto intensa della dinamica, attraverso la polarità di centratura e scorrere all’esterno.“